# Наджарян, Геворг Арсенович
Геворг Арсенович Наджарян (род. 6 января 1998, Ереван) — казахстанский футболист, полузащитник.

## Клубная карьера
Геворг родился в Армении в 1998 году. Когда ему было два года, вся семья переехала в Казахстан. С шести лет начал заниматься футболом. В 2014 году был переведён в дубль карагандинского «Шахтёра» из юношеской команды клуба. В составе дубля он принял участие в четырёх матчах. В следующем сезоне его перевели в основной состав. Дебют за «Шахтёр» 17-летнего Наджаряна в рамках чемпионата Казахстана состоялся 11 марта 2015 года в матче против клуба «Ордабасы». Всего за карагандинцев Геворг провёл восемь матчей и забил один гол костанайскому «Тоболу», но тот матч после хет-трика Жумаскалиева был проигран (1:4). Летом 2015 года он расторг контракт с «Шахтёром» из-за малой игровой практики. В сентябре футболист тренировался в молодёжном составе ЦСКА, однако клуб контракт с игроком не подписал.
Но на него обратил внимание ассистент главного тренера «Астаны» Григорий Бабаян и в декабре 2015 года Наджарян заключил контракт на два года со столичным клубом. В сезоне 2016 года просидел в резерве и был выпущен в чемпионате лишь на игру последнего тура против павлодарского «Иртыша», зато выступил в четырёх играх Кубка. Также дебютировал в Лиге Европы УЕФА, выйдя 3 ноября на замену на последней минуте матча группового раунда «Астана» — «Олимпиакос» (1:1).
В 2017 году Наджарян вышел на поле всего один раз в первом круге чемпионата и в июле был отдан в аренду в свой родной клуб «Шахтёр» (Караганда). Во втором круге выходил на замену в 9 матчах за «Шахтёр», но голов не забил.

## Карьера в сборной
За юношескую сборную Казахстана до 17 лет Геворг дебютировал в 2014 году и провёл два матча в её составе. В молодёжной сборной провёл в 2017 году 5 игр в отборочном турнире чемпионата Европы и забил один гол сборной Люксембурга.

## Достижения
- Обладатель Кубка Казахстана: 2016

## Статистика выступлений

### Клубная карьера
| Клуб                        | Сезон                       | Лига | Лига | Кубки | Кубки | Еврокубки | Еврокубки | Итого | Итого |
| Клуб                        | Сезон                       | Игры | Голы | Игры  | Голы  | Игры      | Голы      | Игры  | Голы  |
| --------------------------- | --------------------------- | ---- | ---- | ----- | ----- | --------- | --------- | ----- | ----- |
| Шахтёр (Караганда)          | 2015                        | 8    | 1    | 1     | 0     | —         | —         | 9     | 1     |
| Шахтёр (Караганда)          | Итого                       | 8    | 1    | 1     | 0     | —         | —         | 9     | 1     |
| Астана                      | 2016                        | 1    | 0    | 4     | 0     | 2         | 0         | 7     | 0     |
| Астана                      | 2017                        | 1    | 0    | 1     | 0     | —         | —         | 2     | 0     |
| Астана                      | Итого                       | 2    | 0    | 5     | 0     | 2         | 0         | 9     | 0     |
| → Астана М                  | 2016                        | 11   | 1    | —     | —     | —         | —         | 11    | 1     |
| → Астана М                  | 2017                        | 6    | 1    | —     | —     | —         | —         | 6     | 1     |
| → Астана М                  | Итого                       | 17   | 2    | —     | —     | —         | —         | 17    | 2     |
| → Шахтёр (Караганда)        | 2017                        | 9    | 0    | —     | —     | —         | —         | 9     | 0     |
| → Шахтёр (Караганда)        | Итого                       | 9    | 0    | —     | —     | —         | —         | 9     | 0     |
| → Шахтёр-Булат              | 2017                        | 1    | 0    | —     | —     | —         | —         | 1     | 0     |
| → Шахтёр-Булат              | Итого                       | 1    | 0    | —     | —     | —         | —         | 1     | 0     |
| Шахтёр (Караганда)          | 2018                        | 25   | 2    | 3     | 0     | —         | —         | 28    | 2     |
| Шахтёр (Караганда)          | 2019                        | 28   | 0    | 1     | 0     | —         | —         | 29    | 0     |
| Шахтёр (Караганда)          | 2020                        | 12   | 0    | —     | —     | —         | —         | 12    | 0     |
| Шахтёр (Караганда)          | 2021                        | 19   | 1    | 8     | 0     | 4         | 0         | 31    | 1     |
| Шахтёр (Караганда)          | Итого                       | 84   | 3    | 12    | 0     | 4         | 0         | 100   | 3     |
| Всего за «Шахтёр» Караганда | Всего за «Шахтёр» Караганда | 101  | 4    | 13    | 0     | 4         | 0         | 118   | 4     |
| Пюник                       | 2021/22                     | 6    | 0    | —     | —     | —         | —         | 6     | 0     |
| Пюник                       | 2022/23                     | 3    | 0    | —     | —     | 6         | 0         | 9     | 0     |
| Пюник                       | Итого                       | 9    | 0    | —     | —     | 6         | 0         | 15    | 0     |
| → Пюник-2                   | 2021/22                     | 1    | 1    | —     | —     | —         | —         | 1     | 1     |
| → Пюник-2                   | Итого                       | 1    | 1    | —     | —     | —         | —         | 1     | 1     |
| Ван (Чаренцаван)            | 2022/23                     | 21   | 0    | 2     | 0     | —         | —         | 23    | 0     |
| Ван (Чаренцаван)            | Итого                       | 21   | 0    | 2     | 0     | —         | —         | 23    | 0     |
| Атырау                      | 2023                        | 10   | 0    | —     | —     | —         | —         | 10    | 0     |
| Атырау                      | 2024                        | 21   | 0    | 7     | 0     | —         | —         | 28    | 0     |
| Атырау                      | Итого                       | 31   | 0    | 7     | 0     | —         | —         | 38    | 0     |
| Всего за карьеру            | Всего за карьеру            | 183  | 7    | 27    | 0     | 12        | 0         | 222   | 7     |

### Выступления за сборную
| Сборная   | Год   | Отборочные матчи ЧМ | Отборочные матчи ЧМ | Отборочные матчи ЧЕ | Отборочные матчи ЧЕ | Лига наций УЕФА | Лига наций УЕФА | Товарищеские матчи | Товарищеские матчи | Итого | Итого |
| Сборная   | Год   | Игры                | Голы                | Игры                | Голы                | Игры            | Голы            | Игры               | Голы               | Игры  | Голы  |
| --------- | ----- | ------------------- | ------------------- | ------------------- | ------------------- | --------------- | --------------- | ------------------ | ------------------ | ----- | ----- |
| Казахстан | 2019  | −                   | −                   | −                   | −                   | −               | −               | 1                  | 0                  | 1     | 0     |
| Итого     | Итого | −                   | −                   | −                   | −                   | −               | −               | 1                  | 0                  | 1     | 0     |